# Ернст Яндл (награда)
Международната литературна награда „Ернст Яндл“ (на немски: Ernst-Jandl-Preis) за поезия е учредена през 2001 г. от Австрийското федерално министерство за образование, изкуство и култура в памет на поета Ернст Яндл.
Отличието се дава на немскоезични писатели и се присъжда на всеки две години през „Дните за поезия“ в Нойберг ан дер Мюрц.
Наградата е на стойност 15 000 €.

## Носители на наградата (подбор)
- Томас Клинг (2001)
- Паул Вюр (2007)
- Петер Уотърхаус (2011)
- Елке Ерб (2013)
- Франц Йозеф Чернин (2015)
- Моника Ринк (2017)